# الخريطة المحترقة (رواية)
الخريطة المحترقة هي آخر روايات الروائي الياباني كوبو آبي بالإضافة إلى ثلاثيته الروائية: «امرأة في الكثبان» و«أوجه الآخرين» و«اختفاءات». تحكي الرواية عن محقق يبحث عن موظف اختفى فجأة. المحقق نفسه يفقد الذاكرة ويختفي في النهاية. بينما يقابل رجل آخر أحداث غريبة عند تتبعه لخطوات أقدام المحقق. الرواية تكشف العلاقة في المجتمعات الحضرية الحديثة.  安部公房（佐々木基一・勅使河原宏との座談会）「“燃えつきた地図”をめぐって」（『燃えつきた地図』付録）（新潮社、1967年）</ref>. توصف الرواية عادة بأنها تجمع بين القصص البوليسية وبين الأدب المتشابك.
نُشرت الرواية في 30 سبتمير من عام 1967 بواسطة مؤسسة شينكوشا. وبإخراج هيروشي تيشيجاهارا وبكتابة آبي نفسه تحولت الرواية إلى عمل سينمائي في 1 يونيو من عام 1968

## القصة والمدلول
يقول كوبو آبي أن الشخصية الرئيسية لرواية «امرأة في الكثبان» كان شخصا هاربا بينما في رواية «الخريطة المحترقة» فإن الشخصية الرئيسية هي من تطاردك.  يفقد المحقق ذاكرته تدريجيا. كما يقول بأنه تحدث عن فقدان الأمل تدريجيا وليس عن اليأس. بجانب حرقه للخريطة وسيره في صحراء الآخرين، فهي فترة في الحياة المدنية الحديثة فيها الهروب مستحيل.
هنا تبدأ رحلة العلاقات الجديدة التي تنشأ بين الشخص المفقود والشخص الذي يبحث عنه. حيث تلمس هنا العلاقات بين البشر في المدنية الحديثة حيث يعتقد آبي بأن المجتمع الزراعي هو الوحيد الذي يوفر علاقات بشرية سلسة وغير معقدة. ولكن عند تحول المجتمع إلى مجتمع صناعي، تبدأ العلاقات في التشابك والتعقد.
القصة تحكي عن محقق تستدعيه امرأة جميلة ومحبة للكحوليات ليبحث عن أدلة حول اختفاء زوجها في خلال العملية يحصل المحقق على خريطة ولكنها مدمرة من المفترض منها أن تساعده ولكنه يكتشف في النهاية أنها مجاز عن الطريقة التي ينبغي أن يعيش بها الإنسان.
استحالة عثوره على الأدلة التي تساعده على حل اللغز تؤدي إلى اصطدام الشخصية الرئيسية بأزمة وجودية والتي تكبر بداخله شيئا فشيئا لتضعه في النهاية في موقف ليتعرف على نفسه وليجد نفسه بدلا من الرجل المفقود الذي كان يبحث عنه.

## الشخصيات الهامة
أنا
محقق كوشينبا. يحقق في اختفاء «نيمورو هيروشي». له لحية كثيفة وقام بالإستقالة من عمله السابق ويعيش مع زوجته.
نيمورو رو (العميل)
زوجة الشخص المفقود. صغيرة في الحجم برقبة طويلة. حامل في الشهر الثامن. زوجها «نيمورو» عمره 34 عام ومفقود. 
أخ العميل الأصغر
نحيل الرقبة داكن البشرة وهناك مسافة طويلة بين العينين. عدواني وابتسامته غير مطمئنة.
صاحب المقهى «تسوباكي»
وجه منتفخ وبارد.
نادلة «تسوباكي»
عمرها في حدود 22 عاما. وجه دائري. لها عين صغيرة وحبوب ظاهرة على الجبهة.
تاشيرو
شاب موظف فقير بنظارة سميكة.

## التقييم
تعتبر «الخريطة المحترقة» من أولى الروايات التي كسرت الصورة النمطية للرواية بحبكة وتطور طبيعي. . حيث اعتبرها ويليام كوري بأنها بناء هندسي جديد للرواية.

## التحول إلى فيلم
تحولت الرواية إلى فيلم في 1 يونيو من عام 1968 وكانت ثامن أفضل فيلم في العام من أفضل عشرة أفلام. بعد ثلاثية كوبو آبي الروائية: «امرأة في الكثبان» و«أوجه الآخرين» و«اختفاءات» أصبحت «الخريطة المحترقة» آخر الأعمال من هذا القبيل. بطولة شينتارو كاتسو أظهرت وجوها جديدة في العمل السينيمائي.

## في الدراما الإذاعية
- تم بث أدب مسرح «الخريطة المحترقة» في عام 11 مايو 1972، الأحد الساعة 21:05.

## روايات متصلة بها
- القصة القصيرة «مواجهة الانحناء»
  - حيث قام آبي بإضافة القصة القصيرة إلى الجزء الأخير من الرواية عند مراجعتها ثانية.

## الحواشي
- 文庫版『燃えつきた地図』（付録・解説 ドナルド・キーン）（新潮文庫、1980年。改版2002年）
- 『安部公房全集 20 1966.01‐1967.04』（新潮社、1999年）
- 『安部公房全集 21 1967.04-1968.02』（新潮社、1999年）
- 『安部公房全集 22 1968.02-1970.02』（新潮社、1999年）
- 『新潮日本文学アルバム51 安部公房』（新潮社、1994年）
- 『決定版 三島由紀夫全集第34巻・評論9』（新潮社、2003年）
- 徐洪「『燃えつきた地図』における反復表現」（広島大学近代文学研究会、2004年）
- 波潟剛「安部公房『燃えつきた地図』論―作品内の読者、小説の読者、および同時代の読者をめぐって―」（筑波大学文学研究論、1997年）
- キネマ旬報ベスト・テン80回全史 1924-2006، キネマ旬報ムック، キネマ旬報社، 2007-07، ISBN:978-4873766560 {{استشهاد}}: تحقق من التاريخ في: |تاريخ= (مساعدة) والنص "和書" تم تجاهله (مساعدة)النص "和書" تم تجاهله

- キネマ旬報ベスト・テン85回全史 1924-2011، キネマ旬報ムック، キネマ旬報社، 2012-05، ISBN:978-4873767550 {{استشهاد}}: تحقق من التاريخ في: |تاريخ= (مساعدة) والنص "和書" تم تجاهله (مساعدة)النص "和書" تم تجاهله

- なつかしの日本映画ポスターコレクション――昭和黄金期日本映画のすべて، デラックス近代映画، 近代映画社، 1989-05، ISBN:978-4764870550 {{استشهاد}}: تحقق من التاريخ في: |تاريخ= (مساعدة) والنص "和書" تم تجاهله (مساعدة)النص "和書" تم تجاهله

## روابط خارجية
- アラン・ロブ＝グリエ『消しゴム』